# 우드로 파프리
우드로 파프레이(Woodrow Parfrey, 1922년 10월 5일 ~ 1984년 7월 29일)는 미국의 배우이다.
뉴욕에서 태어났으며 로스앤젤레스에서 사망하였다. 사인은 심근 경색이다.

## 출연 작품
- 징크스 (1982년)
- 여배우 프란시스 (1982년)
- 시덕션 (1982년)
- 혹성 탈출 - 혹성 귀환 (1981년)
- 중고차 소동 (1980년)
- 삐에로 프랭키 (1980년)
- 브론코 빌리 (1980년)
- 더 시니어스 (1978년)
- 더 뉴 매버릭 (1978년)
- 스테이 헝그리 (1976년)
- 무법자 조시 웰즈 (1976년)
- 하츠 오브 더 웨스트 (1975년)
- 돌파구 (1973년)
- 오클라호마 유전 (1973년)
- 빠삐용 (1973년)
- 홈커밍 - 크리스마스 스토리 (1971년)
- 더티 해리 (1971년)
- 샘 위스키 (1969년) - 쏘스턴 브롬리 역
- 형사 마디간 (1968년)
- 혹성탈출 (1968년) - 닥터 맥시머스 역
- 마지막 선택 (1967년)
- 워 로드 (1965년)
- 전투 (1962년)

### 텔레비전
- 페리 메이슨 (1962-63)
- 도망자 (1964-65)
- 첩보원 0011 (1964-66)
- 배트맨 (1966-67)
- 보난자 (1966-72)
- 제5전선 (1967-72)
- 제12순찰대 (1970-71)
- 수사관 맥클라우드 (1971-75)
- 아이언사이드 (1972-74)
- 샌프란시스코 수사반 (1973-74)
- 형사 Q (1976-83)
- 코작 (1977)
- 내 사랑 지니 (1965년)
- 호간의 영웅들 (1965년)
- 추격 (1959년)
- 경찰 초년병 (1972년)